# Penhaligon’s
Penhaligon’s ist ein britischer Parfumhersteller.

## Geschichte

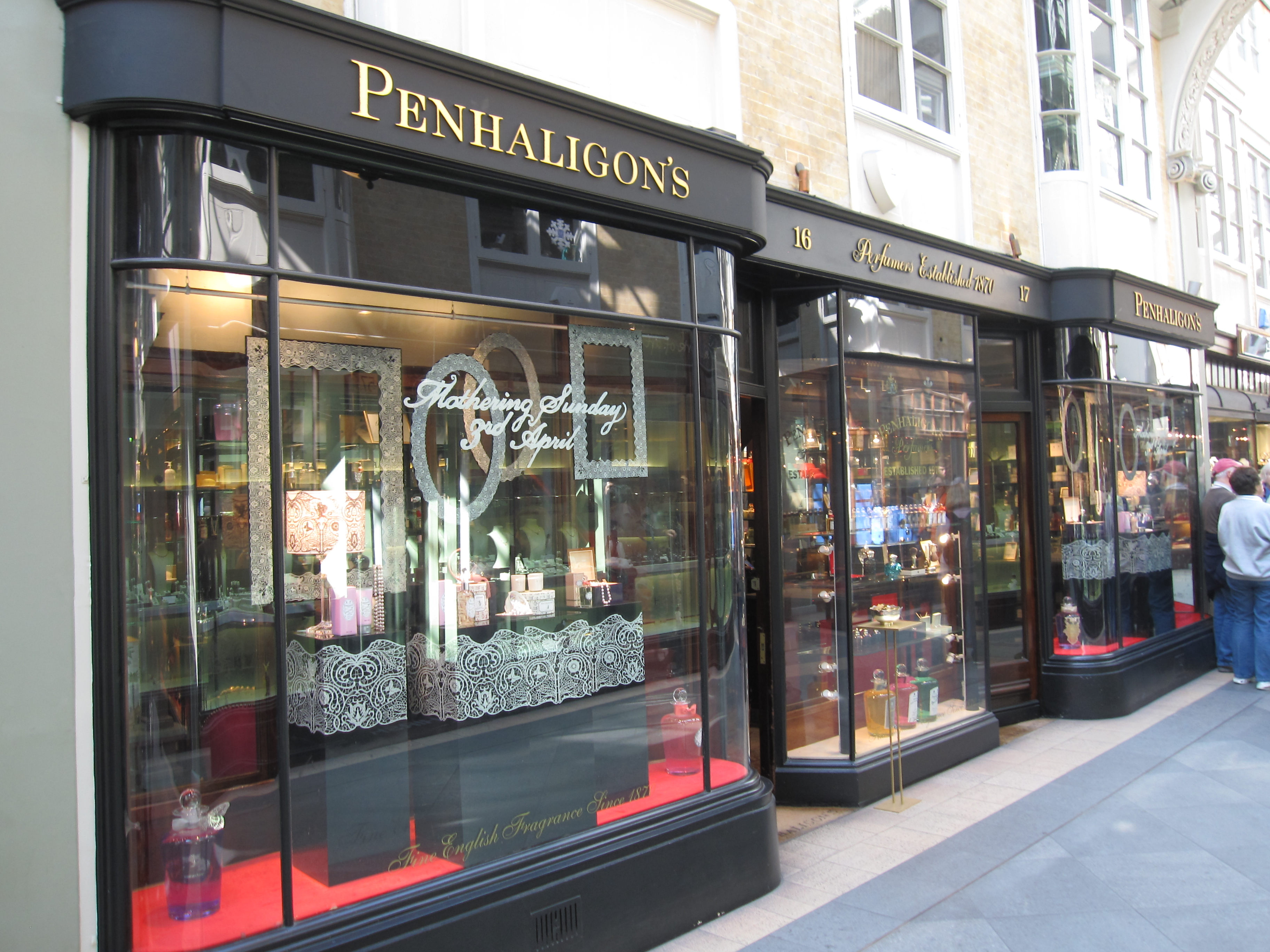
Penhaligon’s-Store in Großbritannien

Penhaligons war anfangs ein Friseur im Hammam in der Jermyn Street. Penhaligon kreierte seine eigenen Pflegeprodukte, die er an seine Frisörkunden, von denen viele Politiker der damaligen Zeit waren, verkaufte. Der erste Standalone-Shop wurde in der Jermyn Street, der zweite Shop in der 33 St James’ Street eröffnet. In den späten 1920er Jahren zog das Geschäft in die Bury Street. Die ursprünglichen Gebäude wurden bei der Luftschlacht um England im Jahr 1941 zerstört, aber der Laden auf der Bury Straße blieb unberührt. Penhaligon’s wurde im Jahr 2002 vom US-amerikanischen Private-Equity-Unternehmen Fox, Paine and Company übernommen und mit dem Kosmetikunternehmen Erno Laszlo in deren Tochterfirma Cradle Holdings eingegliedert. 2015 wurde Penhaligon‘s an das spanische Unternehmen Puig International SA verkauft. Penhaligon’s ist Hoflieferant des englischen Königshauses.